# Edwin Jung

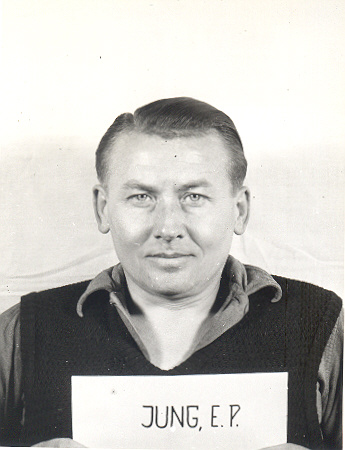
Edwin Jung als Zeuge bei den Nürnberger Prozessen.

Edwin Jung (* 11. Januar 1907 in Westerhausen im Harz; † 7. Juli 1966 in Wertheim) war ein deutscher Mediziner und diente als SS-Arzt unter anderem im Konzentrationslager Dachau und bei verschiedenen Einheiten der Waffen-SS.

## Leben und Wirken
Jung war der zweite Sohn des praktischen Arztes Edwin Jung und seiner Ehefrau Marta, geborene Freyberg. Nach dem Besuch der Dorfschule in Westerhausen, der Vorschule des Staatlichen Gymnasiums in Quedlinburg und des Gymnasiums selbst, das er im Frühjahr 1925 mit der Hochschulreife verließ, ging er zum Studium an die Universität Halle.
In Halle studierte Jung neuere Sprachen, bevor er sich im Wintersemester 1926/1927 der Medizin zuwandte. Die ärztliche Vorprüfung bestand er im März 1930. Nachdem er das Sommersemester 1930 in Kiel und das Wintersemester 1930/1931 in Innsbruck verbracht hatte, kehrte Jung im Sommersemester 1931 nach Halle zurück, wo er am 4. März 1933 schließlich das ärztliche Staatsexamen ablegte.
Ab 1933 war Jung als Medizinalpraktikant bei der Krankenanstalt Sudenburg in Magdeburg beschäftigt. 1934 promovierte er mit einer an der Universitätsfrauenklinik Halle entstandenen Arbeit über Heilungstendenz geplatzter Extrauteringraviditäten nach Operation unter Zurücklassung von flüssigem Blut und Coagula in der freien Bauchhöhle, die von Ludwig Nürnberger betreut wurde, an der Universität Halle zum Dr. med.
Bereits zum 1. November 1930 hatte Jung sich der NSDAP angeschlossen (Mitgliedsnummer 347.968). Zum 6. März 1933 trat er in die SS ein (SS-Nummer 255.916), in der er zunächst nacheinander der 21. SS-Standarte (6. März 1933 bis 18. November 1934), der 16. SS-Standarte (19. November 1934 bis 31. März 1935) und der 5. SS-Standarte (1. April 1935 bis 14. Oktober 1935) zugeteilt war.
Im Oktober 1935 wurde Jung als Standortarzt in das KZ Columbiahaus in Berlin versetzt. Anfang 1936 wechselte er als Lagerarzt in das KZ Dachau, wo er bis 1937 blieb. In den Jahren 1938 und 1939 war er in der Sanitätsabteilung beim Inspekteur der SS-Totenkopfverbände und Konzentrationslager tätig. Während des Zweiten Weltkriegs war Jung erst von 1939 bis 1942 Regimentsarzt beim SS-Totenkopf-Artillerie-Regiment und dann von 1942 bis 1943 Divisionsarzt bei der SS-Kavallerie-Division bzw. von 1943 bis 1944 Divisionsarzt bei der 9. SS-Panzer-Division „Hohenstaufen“. In den letzten Kriegsmonaten war er Korpsarzt der II. SS-Panzerkorps bzw. des XIII. SS-Armeekorps.
Bei Kriegsende geriet Jung in alliierte Kriegsgefangenschaft. In der Folge wurde er als Zeuge im Rahmen der Nürnberger Prozesse verhört.

## Beförderungen
- 15. Oktober 1935: SS-Untersturmführer
- 20. April 1936: SS-Obersturmführer
- 13. September 1936: SS-Hauptsturmführer
- 1. Dezember 1939: SS-Sturmbannführer
- 21. Juni 1942: SS-Obersturmbannführer
- 20. April 1944: SS-Standartenführer

## Schriften
- Über die Heilungstendenz geplatzter Extrauterin-Graviditäten nach Operation unter Zurücklassung von flüssigem Blut und Coagula in der freien Bauchhöhle, 1934. (Dissertation)